# سانجنا
سَانْجَنا، (بالسنسكريتية: संज्ञा)‏، هي إلهة هندوسية والقرينة الرئيسية لسوريا، إله الشمس. وتعتبر ملكة الشمس وإلهة الغيوم والشفق.